# WEBBIE
WEBBIE — безкоштовний веб браузер який проектувався спеціально для користувачів читачем екрана з метою спростити доступ до інформації. Браузер представляє вебсторінки як текст з символами, даючи користувачам доступ до тієї інформації яка їм по справжньому потрібна.

## Історія
WEBBIE розвивався як студентський проект у відділі Обчислення в UMIST. Був вперше випущений в 2002 і надалі перебував у стадії вдосконалення. Часто використовується з LookOUT screen reader and Thunder screen reader.

## Технологія
WEBBIE використовує Microsoft WebBrowser ACTIVEX управління, щоб переглянути і аналізувати вебсторінки в W3C DOM і MSHTML. Це потім повторює через DOM, що створює text повторне уявлення.
Вікно WEBBIE складається з двох основних елементів: завантаженої сторінки і адресного рядка. Між ними слід перемикатися клавішею Tab. Ввівши адресу в рядок, слід натиснути Enter і сторінка буде завантажена.
Завантажену сторінку слід проглядати як звичайний текстовий документ — за допомогою курсорних клавіш. Рядки, на початку яких позначка «link» (посилання), є гіперпосиланнями, по яких можна переходити за допомогою натиснення Enter. Список всіх посилань сторінки можна вивести за допомогою команди Ctrl+l.
Для пошуку конкретного місця на сторінці слід натиснути Ctrl+f, ввести текст, що цікавить, і натиснути Enter. Системний курсор переміститися на найближче місце, де є введений набір символів. Для пошуку далі по сторінці з тими ж умовами, слід натиснути F3. Для ввімкнення і вимкнення відображення графіки служить команда Ctrl+i.
Ви також можете переміщатися по елементах HTML-сторінки, а саме формам і заголовкам. Перехід до наступної форми здійснюється за допомогою клавіші F6, а до наступного заголовка — F7.